# Marija de Molina
Marija de Molina (María Alfonso Téllez de Meneses; oko 1265. – 1321.) bila je kraljica Kastilje i Leona. Marijin muž bio je kralj Sančo IV. Kastiljski.
Marija je bila kći infanta Alfonsa, lorda Moline i gospe Mayor Alfonso de Meneses te unuka kralja Alfonsa IX. Leonskog. Godine 1282., Marija se udala za svog rođaka Sanča (šp. Sancho) bez papinog dopuštenja. Nakon smrti Sančovoga oca, Alfonsa X. Mudrog, Sančo je postao kralj Kastilje i Leona. Katolička Crkva protivila se braku. Nakon Sančove smrti, kraljem je postao maloljetni Ferdinand IV., a Marija je dijelila regentstvo s Henrikom, bratom Alfonsa X. Marija je bila regentica i za svoga unuka Alfonsa XI.
Ovo su Marijina i Sančova djeca:
- Izabela Kastiljska, aragonska kraljica
- Ferdinand IV. Kastiljski
- Alfons
- Henrik
- Petar Kastiljski, gospodar Camerosa
- Filip Kastiljski, lord Cabrere i Ribere
- Beatricija Kastiljska